# 1885年グロバー・クリーブランド大統領就任式
第22代アメリカ合衆国大統領のグロバー・クリーブランドの1回目の就任式は、1885年3月4日水曜日にワシントンD.C.のアメリカ合衆国議会議事堂のイーストポルティコで行われた。これは25回目となる大統領就任式であり、大統領としてのクリーブランドの1期目と副大統領としてのトーマス・A・ヘンドリックスの唯一の任期の始まりとなった。ヘンドリックスは任期開始から266日目に亡くなったが、任期途中の副大統領の補充を認める憲法上の規定が存在しなかったために空席のままとなった（これは1967年に憲法修正第25条で規定される）。
大統領就任宣誓は最高裁判所長官のモリソン・ワイトが執り行い、クリーブランドは15歳の時に母親から贈られた聖書を手に宣誓した。クリーブランドは1888年大統領選挙で敗れたが1892年に再選を果たし、1893年に2回目の就任式を行った。非連続の2期を務めたアメリカ合衆国大統領はクリーブランドが初であり、2025年に第45代アメリカ合衆国大統領であったドナルド・トランプが第47代アメリカ合衆国大統領に就任するまで唯一であった。